# 주한 엘살바도르 대사관
주한 엘살바도르 대사관(스페인어: Embajada de El Salvador en la República de Corea)은 대한민국 서울특별시 중구 태평로2가 150 부영태평빌딩 20층에 위치하고 있는 엘살바도르 대사관이다. 현직 주한 엘살바도르 대사는 하이메 호세 로페스 바디아이다.

## 역사
엘살바도르는 1962년 8월 30일에 대한민국과 수교했다. 대한민국 정부는 1987년 12월에 엘살바도르 산살바도르에 주엘살바도르 대한민국 대사관을 설립했다. 엘살바도르 정부는 대한민국과 수교한 이후에 한동안 주일본 엘살바도르 대사관에서 대한민국과 관련된 외교 임무를 겸임해 오다가 1990년 3월에 대한민국 서울에 주한 엘살바도르 대사관을 설립했다.

## 주요 업무
주요 업무는 대한민국 정부와의 외교 교섭과 국제 협력, 경제, 통상 교섭, 양국 문화, 학술, 체육 교류 및 협력, 외교 정책 홍보, 대한민국 거주 엘살바도르 국민의 보호와 지도, 문서의 공증, 국적, 호적, 여권 및 사증 업무 등이다.

## 역대 주한 엘살바도르 대사
- 제1대: 에르네스토 아리에타 페랄타 (Ernesto Arrieta Peralta, 1990년 3월 부임)
- 제2대: 알프레도 프란시스코 웅고 (Alfredo Francisco Ungo, 1995년 6월 부임)
- 제3대: 솔리아 델 카르멘 아기레 데 마이 (Zoila del Carmen Aguirre de May, 2007년 11월 부임)
- 제4대: 엑토르 로베르토 곤살레스 우루티아 (Hector Roberto Gonzalez Urrutia, 2010년 8월 부임)
- 제5대: 밀톤 알시데스 마가냐 에레라 (Milton Alcides Magaña Herrera, 2015년 8월 부임)
- 제6대: 하이메 호세 로페스 바디아 (Jaime Jose Lopez Badia, 2021년 10월 부임)

## 같이 보기
- 대한민국-엘살바도르 관계
- 주엘살바도르 대한민국 대사관
- 엘살바도르의 재외공관 목록
- 대한민국 주재 외국공관 목록